# أوليفيا هوارد دونبار
أوليفيا هوارد دونبار (بالإنجليزية: Olivia Howard Dunbar)‏ هي صحفية وكاتِبة أمريكية، ولدت في 1873، وتوفيت في 1953.